# Bojagi
Le bojagi, en coréen : 보자기 (ou pojagi), est une pièce de tissu d’origine coréenne, destiné à emballer divers objets. Il est souvent carré, et peut être brodé (on l’appelle alors subo) ou fabriqué à partir de morceaux de tissu cousus (chogak bo). 
Il est utilisé pour emballer des présents, pour des mariages ou des cérémonies bouddhistes.

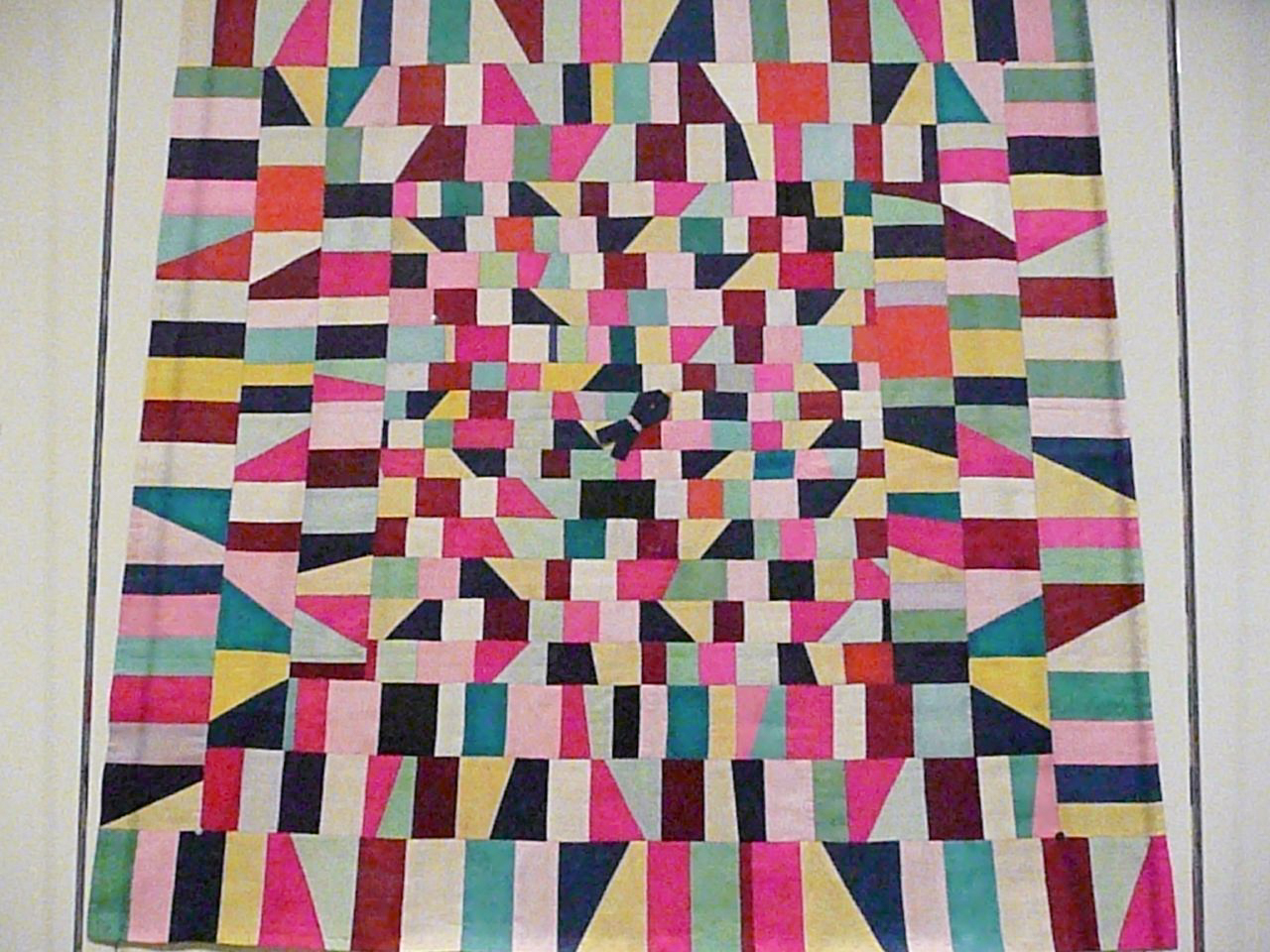
Bojagi. 1950-60. Patchwork de soie, 102 cm x 102 cm. Asian Art Museum, San Francisco.

## Historique
Les croyances populaires coréennes impliquent que garder un objet emballé porte chance. Les premières traces de bojagi dateraient de la période des Trois Royaumes de Corée, mais aucun exemplaire n’a subsisté de cette époque.
Les premiers bojagi effectivement retrouvés datent du début de la dynastie Joseon (1392-1910), et étaient utilisés comme nappes ou couvertures pour des sutras dans le cadre de cérémonies bouddhistes. Ces linges permettaient de marquer des événements importants, comme les mariages ou les fiançailles ; le fait d’utiliser un bojagi neuf transmet « l’importance attachée à l’objet emballé, ainsi que le respect témoigné à son destinataire ». Pour un mariage royal, jusqu’à 1 650 bojagi pouvaient être fabriqués.
L’utilisation quotidienne du bojagi par les familles coréennes décline au cours des années 1960. Cependant, au cours de ce long après-guerre, comme en 1950, l'expérience traditionnelle du bojagi a donné l'idée aux Coréennes de faire en tissu, à bon marché, les petits sacs de leurs écoliers, l'emballage des livres, qui, peut-être, leur porteraient chance.
Ces pièces commencent à être considérées comme des œuvres d’art à la fin des années 1960,. En 1997, une série de timbres-poste dédiée à la « beauté coréenne » représente des bojagi sur quatre timbres.

## Caractéristiques
Le bojagi est traditionnellement de forme carrée, de côté variant d’un p'ok (environ 35 cm) pour emballer de petits objets, à dix p'ok pour les objets plus imposants comme le linge de lit. Les fibres utilisées incluent la soie, la ramie et le chanvre.

### Bojagiroyal (kung-bo)

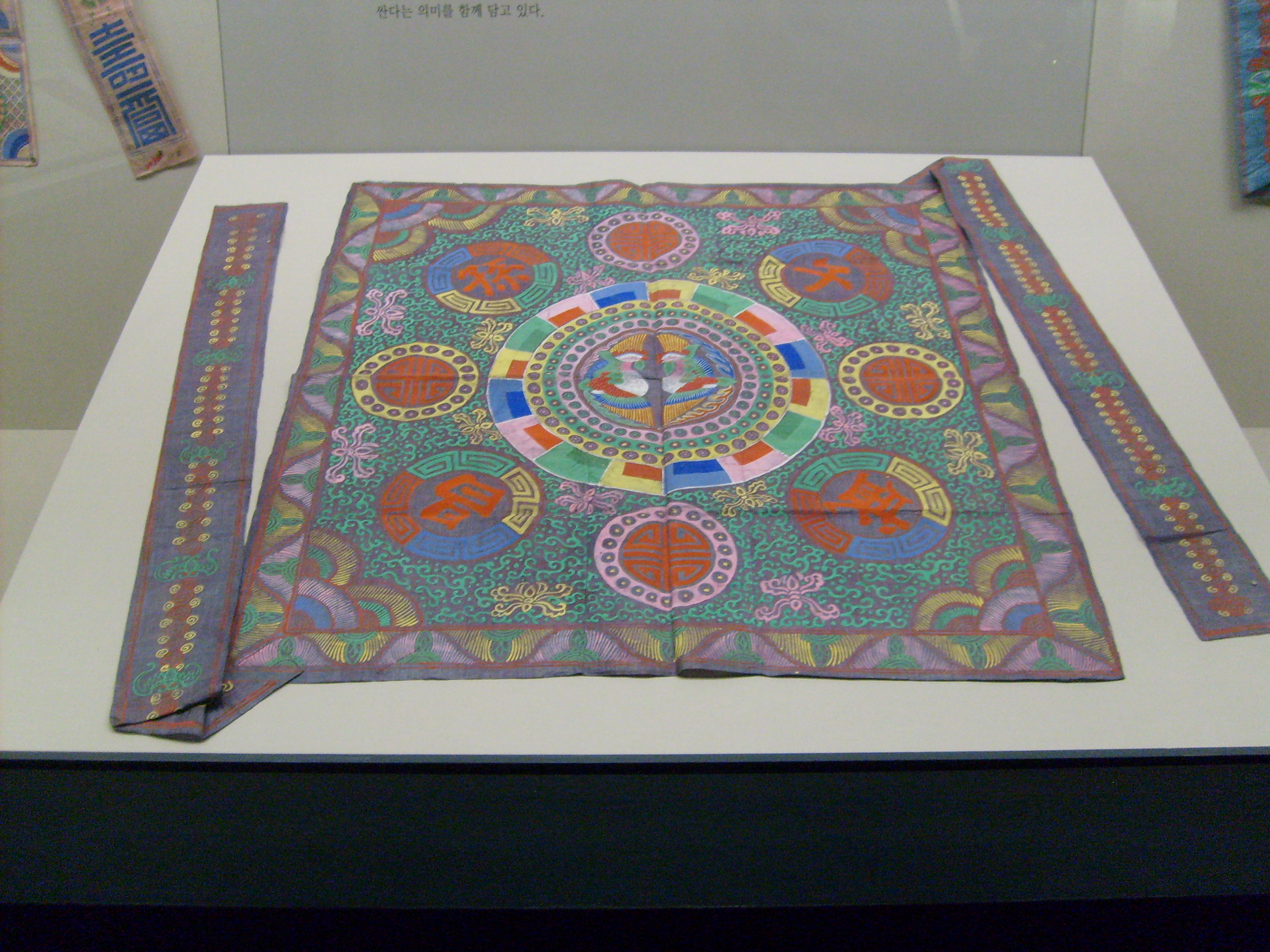
Bojagi pour une reine de la dynastie Joseon.

Les bojagi royaux sont nommés kung-bo. Pendant la période Joseon, ils étaient surtout faits à partir de tissu rouge-rose ou violet, et peints de motifs variés, comportant notamment des dragons. 
Contrairement à l’usage populaire de réutiliser longtemps les bojagi, la coutume royale prévoyait de commander des centaines de nouvelles pièces pour les anniversaires royaux ou les célébrations du nouvel an.

### Bojagipopulaires (min-boouchogak-bo,jogakbo)
Il s’agit de bojagi en patchwork réalisés par les classes plus modestes, très différents des kung-bo royaux, faits d’une seule pièce de tissu. Ils sont donc créés par assemblage de petits morceaux d’étoffes (chogak), par exemple des chutes provenant de la couture des courbes du hanbok traditionnel. Les motifs cousus peuvent être réguliers et symétriques, ou irréguliers et en apparence aléatoires, selon les goûts et l’inspiration du couturier ou de la couturière.

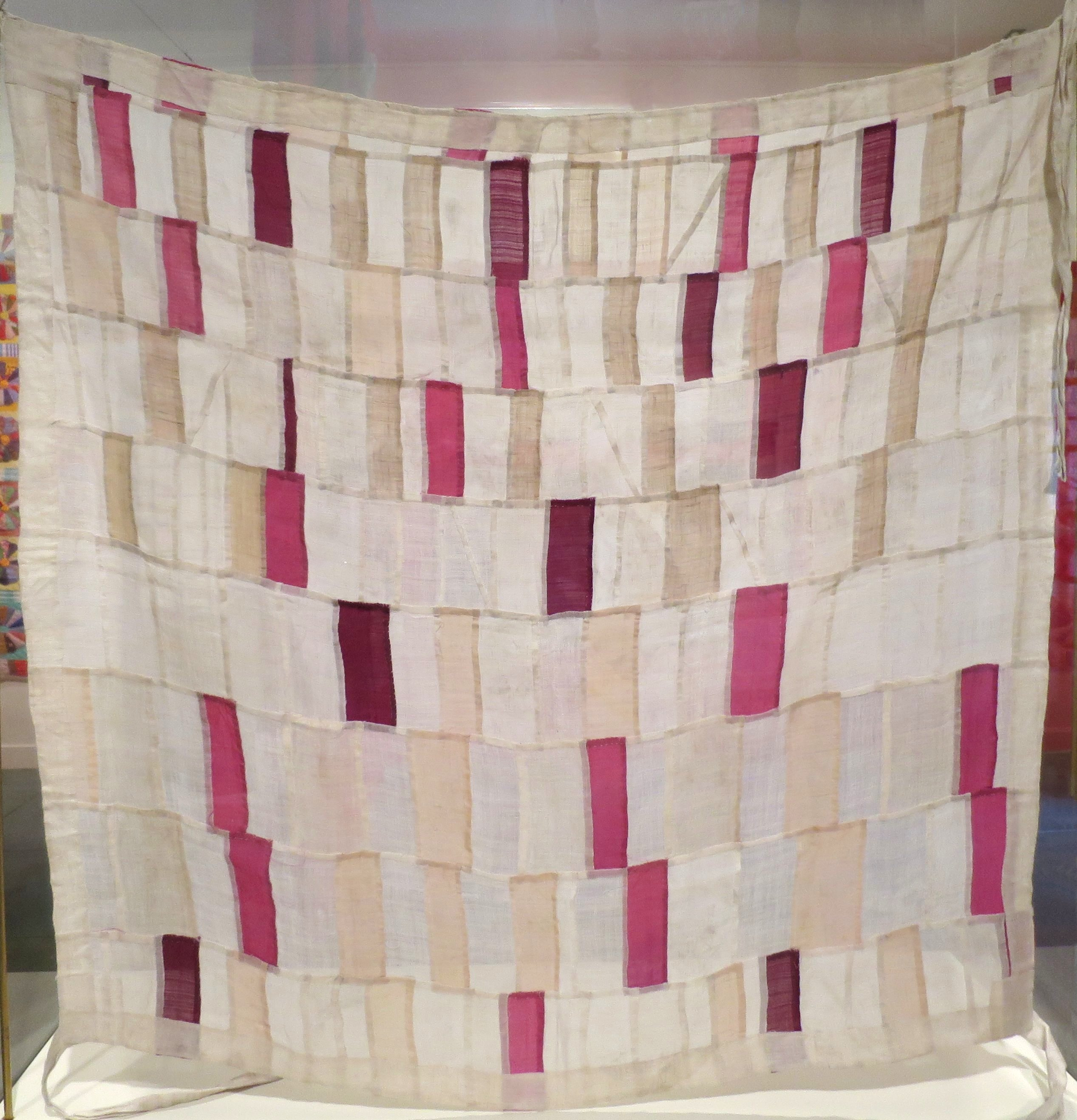
Chogak-bo (XXe siècle).
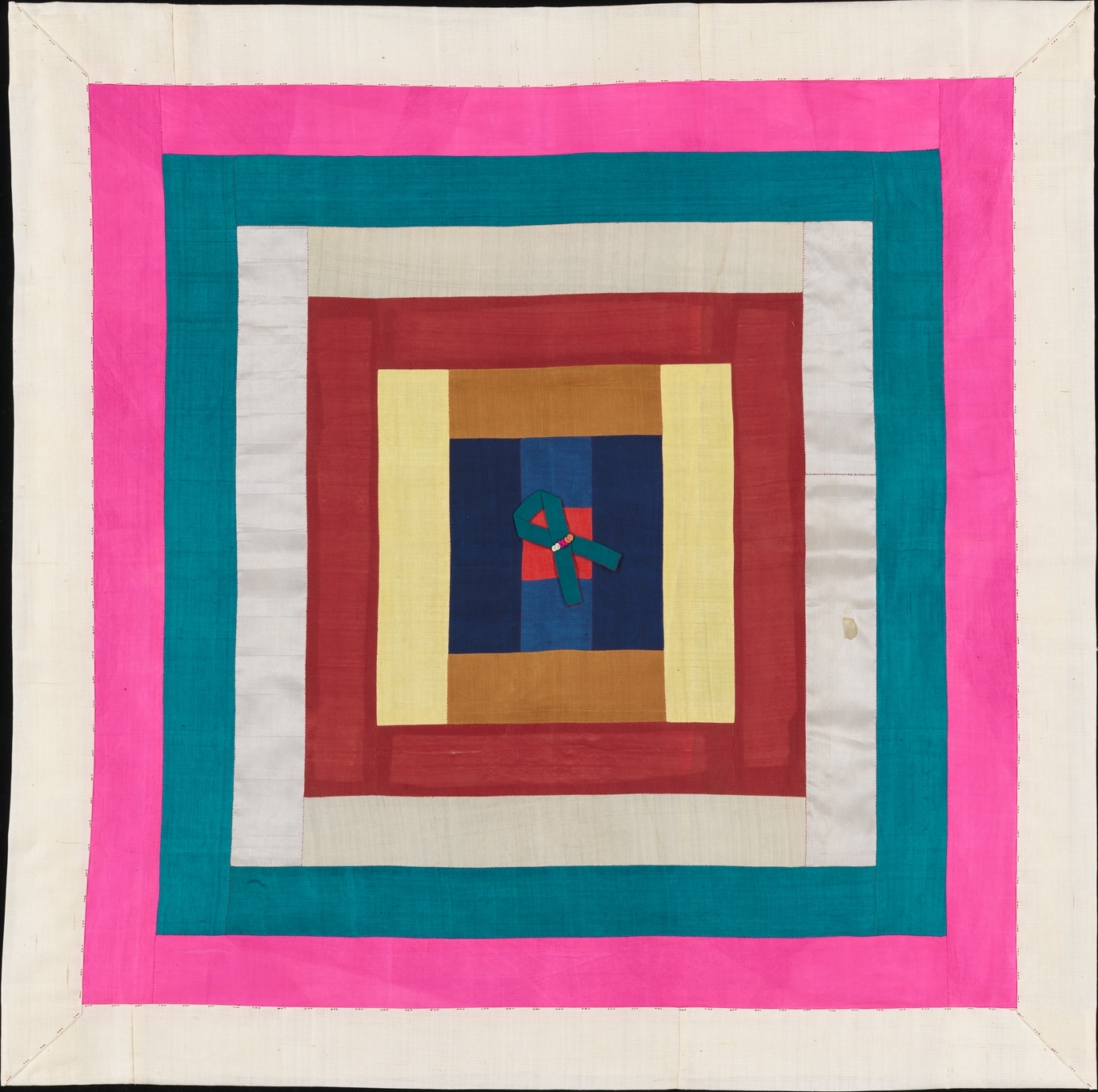
Chogak-bo moderne (années 1950-80).
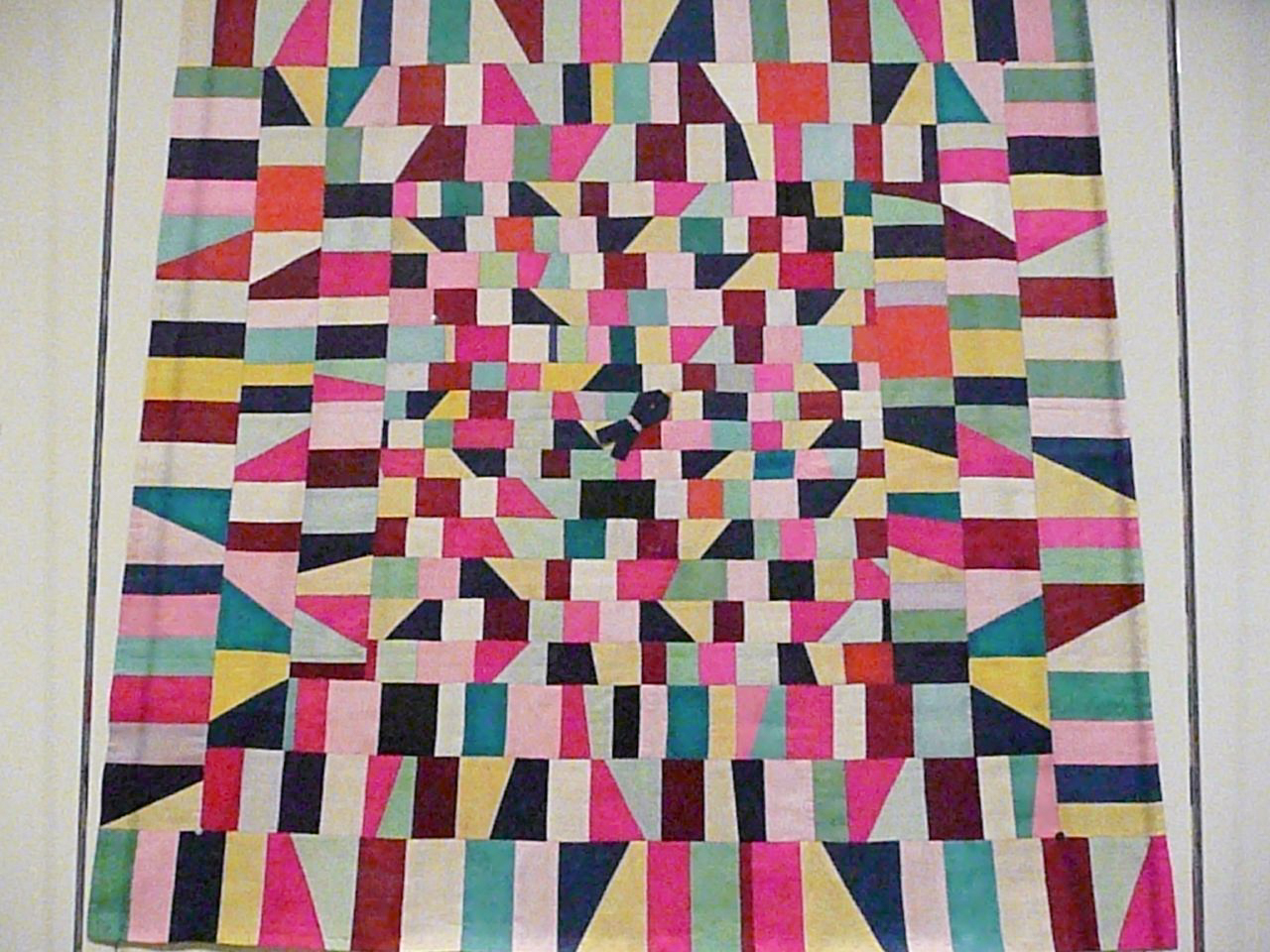
Chogak-bo irrégulier (années 1950-1960).
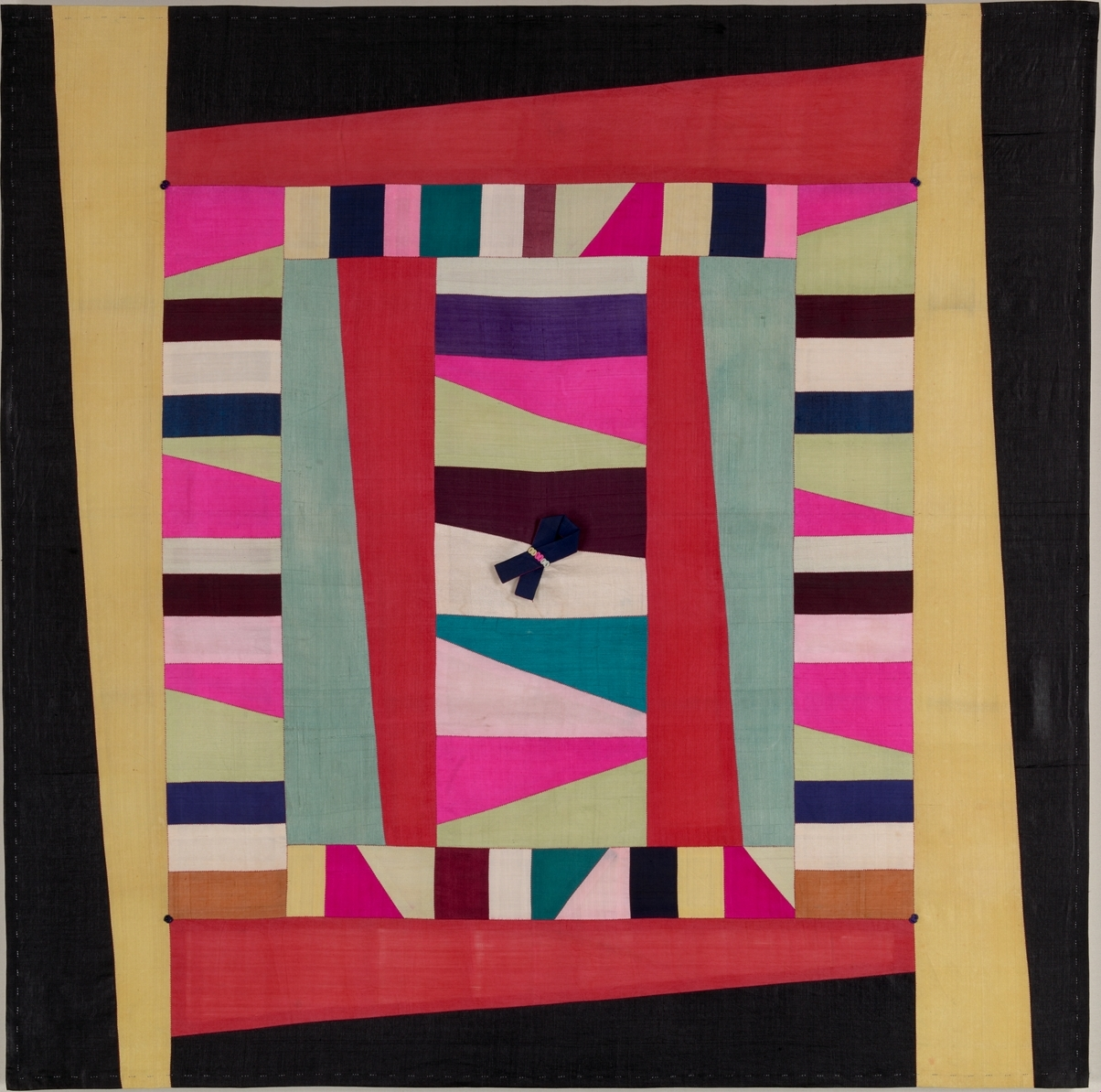
Chogak-bo, vers 1950 –80. 108 x 108 x 5,1 cm
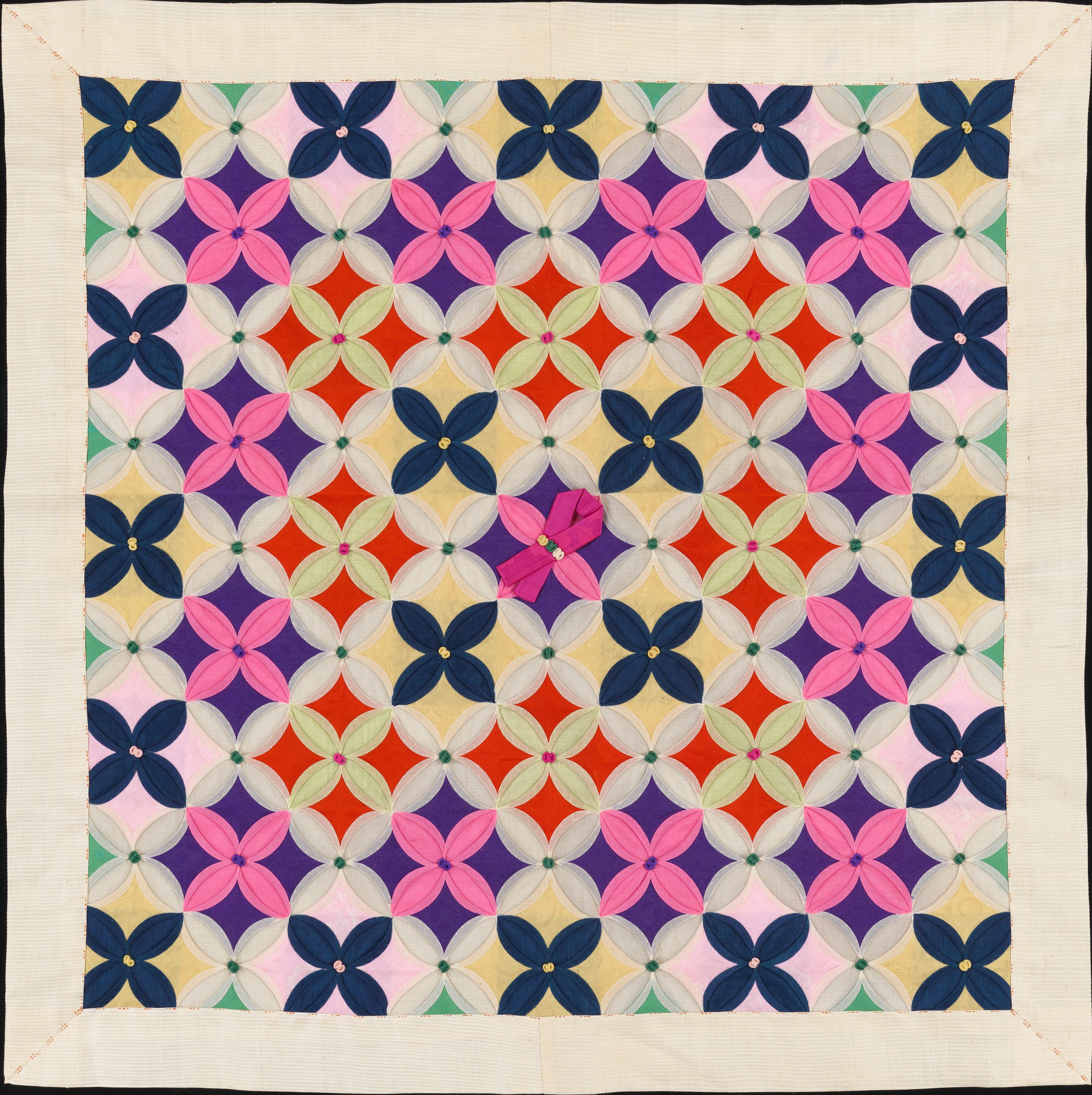
Chogak-bo, vers 1950 –80. 61 x 61 cm.

### Bojagibrodés (subo)
Les pièces brodées, nommées en coréen : 수보 ou subo (le préfixe su signifiant broderie), sont une autre forme de bojagi. Parmi les motifs fréquemment choisis, on trouve les arbres, plus ou moins stylisés, de façon naïve ou plus détaillée, en représentant fidèlement les fleurs, les fruits, les oiseaux, ou d’autres symboles de bonheur ou de chance. Ces bojagi sont souvent utilisés pour des occasions joyeuses, comme des fiançailles ou des mariages, pour emballer des présents de la famille du mari à la mariée, et les traditionnelles oies en bois, les kireogi.
Les broderies sont faites à l’aide de fil retors sur une étoffe de coton ou de soie ; le subo est ensuite doublé, et parfois matelassé.

## Utilisation

### Pour la nourriture
Les chogak bo sont associés avec la cuisine et la présentation des aliments. Des exemplaires datant du milieu du XIXe siècle au début du XXe siècle présentent au centre du carré une boucle de ruban permettant de soulever le tissu du plat plus facilement. D’autres bojagi plus imposants, de la taille des tables, ont des sangles cousues aux angles pour les attacher à la table et maintenir divers objets en place lorsque la table est déplacée.
Selon la saison, les bojagi utilisés varient pour s’adapter aux aliments et au climat : 
- en été, des tissus légers aident l’air à circuler ;
- en hiver, les tissus sont plus épais, voire doublés ou matelassés, pour garder la nourriture au chaud[7].

Afin d’éviter que le tissu soit taché par la nourriture, la face au contact des aliments peut être doublée de papier huilé,.

### Pour le transport des objets
Les bojagi peuvent aussi servir à attacher ou couvrir des objets pour les transporter ou les stocker, à la manière du furoshiki japonais. 

## Lebojagicomme œuvre d’art

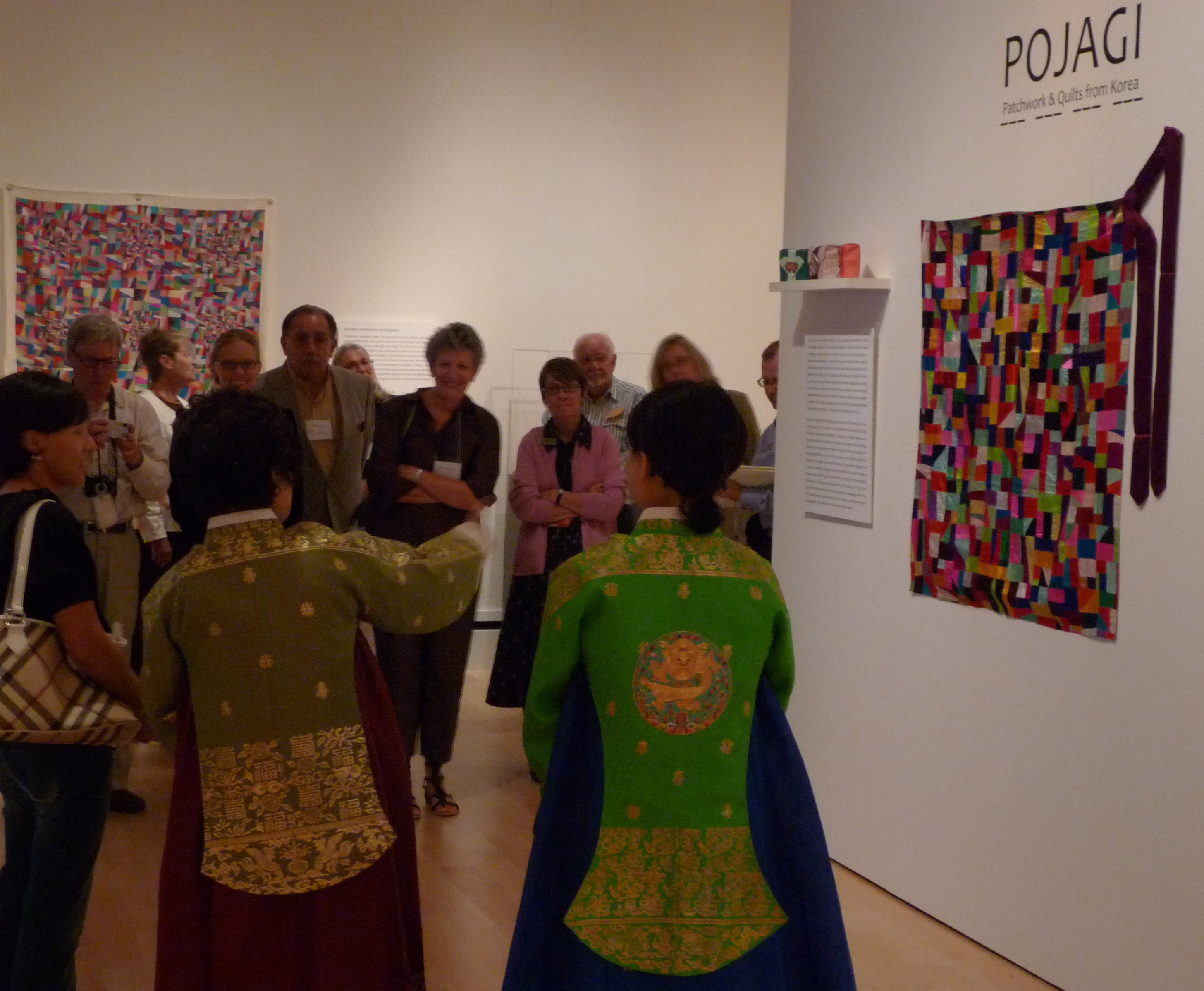
Exposition de bojagi au Musée et centre international d’étude des patchworks (dans le Nebraska), en 2008.

Le Musée de la broderie coréenne, à Séoul, conserve une collection de 1 500 bojagi, dont nombre de chogak bo. En dehors de la Corée, d’autres musées exposent ce genre de pièces, notamment à Kyoto, Paris, San Francisco, ou Los Angeles.
Le style de patchwork des chogak a inspiré des artistes originaires d’autres formes artistiques, comme le designer Lee Chunghie et des brodeurs japonais. La façade du magasin du bijoutier français Cartier à Cheongdam-dong est aussi inspirée par les bojagi.

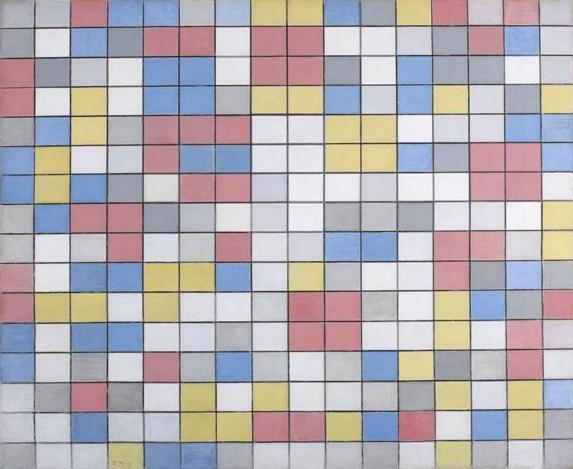
Œuvre de Mondrian jouant avec les couleurs en à-plat et les rectangles.

Les motifs des chogak ont été rapprochés des travaux de Paul Klee et Piet Mondrian,,.